# Kolnica (gromada)
Kolnica  dawna gromada (najmniejsza jednostka podziału terytorialnego Polskiej Rzeczypospolitej Ludowej w latach 1954–72) z siedzibą GRN w Kolnicy.
Gromady, w których gromadzkie rady narodowe (GRN) były organami władzy najniższego stopnia na wsi, funkcjonowały od reformy reorganizującej administrację wiejską przeprowadzonej jesienią 1954 do momentu ich zniesienia z dniem 1 stycznia 1973, tym samym wypierając organizację gminną w latach 1954–1972.
Gromadę Kolnica z siedzibą GRN w Kolnicy utworzono w powiecie grodkowskim w woj. opolskim, na mocy uchwały nr VII/20/54 WRN w Opolu z dnia 4 października 1954 (ogółem gromad na obszarze Polski zostało utworzonych 8759). W skład jednostki weszły obszary dotychczasowych gromad Kolnica i Wierzbnik ze zniesionej gminy Wierzbnik w tymże powiecie oraz Młodoszowice i Bąków ze zniesionej gminy Przylesie w powiecie brzeskim w tymże województwie. Ustalono liczbę 16 członków gromadzkiej rady narodowej.
31 grudnia 1961 do gromady Kolnica włączono wieś Wojsław z gromady Tarnów Grodkowski w tymże powiecie. 
Gromada przetrwała do końca 1972 roku, czyli do kolejnej reformy gminnej.